# Euperilampus krombeini
Euperilampus krombeini är en stekelart som beskrevs av Burks 1969. Euperilampus krombeini ingår i släktet Euperilampus och familjen gropglanssteklar. Inga underarter finns listade i Catalogue of Life.